# Ben White (Fußballspieler)
Benjamin William „Ben“ White (* 8. Oktober 1997 in Poole) ist ein englischer Fußballspieler, der beim Erstligisten FC Arsenal unter Vertrag steht.

## Karriere

### Verein
White begann beim FC Southampton mit dem Fußballspielen und wechselte im Alter von 16 Jahren in die Jugendakademie von Brighton & Hove Albion. Sein professionelles Debüt gab er am 9. August 2016 beim 4:0-Heimsieg im League Cup gegen Colchester United. In dieser Saison 2016/17 kam er in einem weiteren Pokalspiel zum Einsatz und war auch in 14 Spielen der Reservemannschaft in der Premier League 2 im Einsatz.
Am 1. August 2017 wechselte Ben White in einem einjährigen Leihgeschäft zum Viertligisten Newport County. Sein Debüt bestritt er am 12. August (2. Spieltag) beim 1:1-Unentschieden gegen Crewe Alexandra. Sein erstes Tor im Profibereich gelang ihm am 21. November bei der 1:2-Heimniederlage gegen den FC Barnet. In der Spielzeit 2017/18 kam er in 42 Ligaspielen zum Einsatz, in denen er in jedem einzelnen von Beginn an auf dem Platz stand.
Im April 2018 unterzeichnete Ben White einen neuen Vertrag bei Brighton & Hove Albion. Nach seiner Rückkehr gelang ihm in der folgenden Saison nicht der Durchbruch bei den Seagulls, da er nicht an den erfahrenen Innenverteidigern Lewis Dunk, Shane Duffy und Leon Balogun vorbeikam. Bis zum Januar 2019 kam er so zu nur einem Einsatz im FA Cup und spielte sonst nur in der U-23-Mannschaft. Am 3. Januar 2019 wechselte er auf Leihbasis bis Saisonende 2018/19 zum Drittligisten Peterborough United. Dort war er etatmäßiger Stammspieler und wurde in 15 Ligaspielen eingesetzt.
Am 1. Juli 2019 unterzeichnete Ben White eine Vertragsverlängerung bei Brighton und wurde am selben Tag zum Zweitligisten Leeds United ausgeliehen. Sein Debüt in der EFL Championship gab er am 4. August (1. Spieltag) beim 3:1-Heimsieg zum Saisonauftakt gegen Bristol City. Nachdem er sich im August durch beeindruckende Leistungen bewiesen hatte, wurde er am 4. September 2019 zum PFA Player of the Month gekürt. Am 22. Juli 2020 (46. Spieltag) erzielte er beim 4:0-Heimsieg gegen Charlton Athletic sein einziges Saisontor. Er absolvierte in dieser Saison 2019/20 alle 46 Ligaspiele der Whites und stieg mit dem Verein als Meister in die Premier League auf.

### Nationalmannschaft
Im Jahr 2021 wurde White in den englischen Kader für die Fußball-Europameisterschaft berufen. Die Mannschaft verlor das Finale gegen Italien im Elfmeterschießen im heimischen Wembley-Stadion.
Im Jahr 2022 wurde er in den englischen Kader für die Fußball-WM in Katar berufen.

## Erfolge
Leeds United
- EFL Championship: 2019/20

Nationalmannschaft
- Vize-Europameister: 2021 mit England

Individuelle Auszeichnungen
- EFL Championship PFA Player of the Month: August 2019